# Rakovica (Belgrado)
Rakovica (em cirílico:Раковица) é um município da Sérvia localizada no distrito de Belgrado. A sua população era de 99000 habitantes segundo o censo de 2002.